# 圣马丹昂韦科尔
圣马丹昂韦科尔（法語：Saint-Martin-en-Vercors，法語發音：[sɛ̃ maʁtɛ̃ ɑ̃ vɛʁkɔʁ]）是法国德龙省的一个市镇，位于该省东北部，属于迪镇区。

## 地名
“圣马丹昂韦科尔”（Saint-Martin-en-Vercors）一名在法语中意为“韦科尔山区的圣马丹”。
法语人名在日常人名译名以及《世界人名翻譯大辭典》、《法语姓名译名手册》等主流人名译名类书籍资料中多译作“马丁”，不过在《世界地名翻译大辞典》、《世界地名译名词典》和《法国地图册》等主流地名译名类书籍资料中多译作“马丹”。

## 地理
圣马丹昂韦科尔（45°1'22"N, 5°26'35"E）面积27.13 平方千米，位于法国奥弗涅-罗讷-阿尔卑斯大区德龙省，该省份为法国东南部内陆省份，北起顺时针与伊泽尔省、上阿尔卑斯省、上普罗旺斯阿尔卑斯省、沃克吕兹省和阿尔代什省接壤。
与圣马丹昂韦科尔接壤的市镇（或旧市镇、城区）包括：拉沙佩勒昂韦科尔、埃舍维、圣于连昂韦科尔、维拉尔德朗斯、科朗松昂韦科尔。
圣马丹昂韦科尔的时区为UTC+01:00、UTC+02:00（夏令时）。

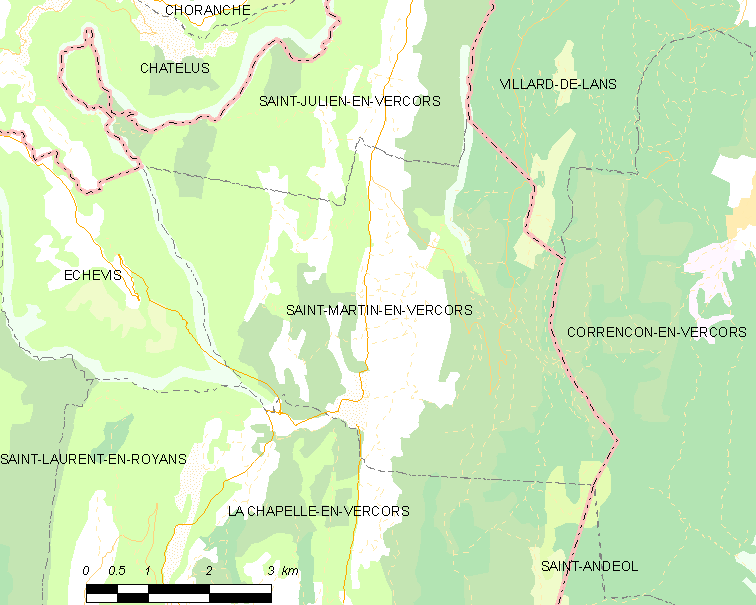
圣马丹昂韦科尔的OSM定位图

## 行政
圣马丹昂韦科尔的邮政编码为26420，INSEE市镇编码为26315。

## 政治
圣马丹昂韦科尔所属的省级选区为韦科尔-晨山县。

## 人口

1962-2008年间圣马丹昂韦科尔人口变化图示

圣马丹昂韦科尔于2022年1月1日时的人口数量为436人。